# ヘンリー・ビルソン＝レッグ

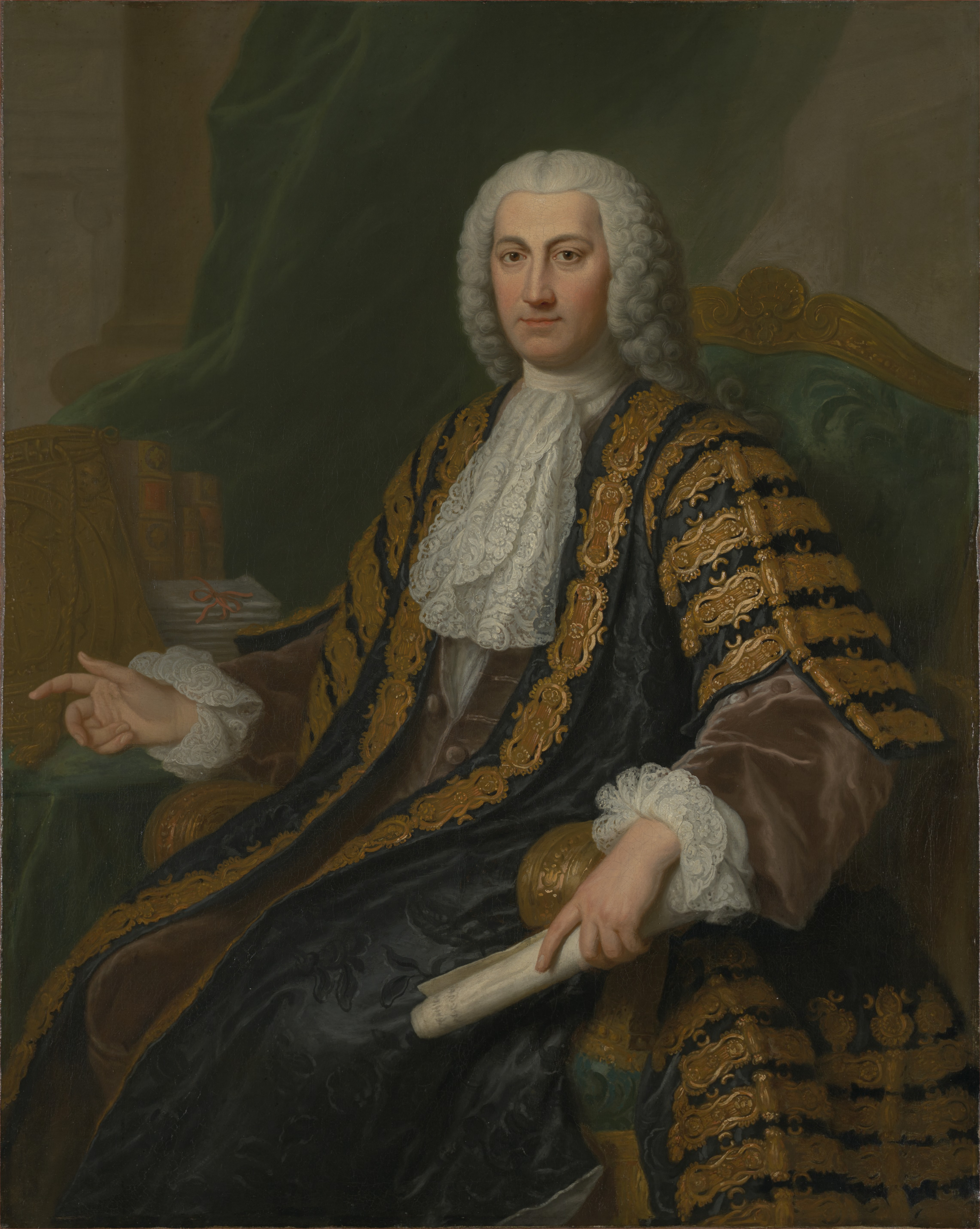
ヘンリー・ビルソン＝レッグ、ウィリアム・ホーア作、1754年/1755年頃。

ヘンリー・ビルソン＝レッグ（英語: Henry Bilson-Legge PC FRS、1708年5月29日 - 1764年8月23日）は、グレートブリテン王国の政治家。1750年代と1760年代に財務大臣を務めたことで知られる。

## 生涯
初代ダートマス伯爵ウィリアム・レッグとアン・フィンチ（初代エイルズフォード伯爵ヘニッジ・フィンチの娘）の四男として、1708年5月29日に生まれた。1726年3月29日にオックスフォード大学クライスト・チャーチに入学して、1733年3月1日に民法学博士として卒業したとされる。ヘレフォード主教ヘンリー・エジャートンによると、レッグはイギリス海軍に入隊したが、1、2度航海しただけで辞めてしまい、その後はサー・ロバート・ウォルポールの信頼を得てその秘書になったという。ホレス・ウォルポールによると、レッグはダートマス伯爵が最も好んだ息子だったが、ウォルポールの娘と駆け落ちしようとして父から捨てられたという。1739年10月、アイルランド総督のデヴォンシャー公爵によってアイルランド担当大臣に任命され、その際に父に対しウォルポールの秘書職と両立できると述べた。
1740年11月の補選でイースト・ロウ選挙区で当選した後、1741年イギリス総選挙でオーフォード選挙区で当選、以降1759年12月まで同選挙区の議員を務めた。1742年にウォルポール内閣が崩壊すると、ウィリアム・パルトニーによって罷免されたが、ベッドフォード公爵の介入により同年7月にSurveyor General of Woodsに任命された。また、1744年5月3日には法務総裁のダドリー・ライダーによる、貴族院のジェームズ・フランシス・エドワード・ステュアートの息子たちと文通することを大逆罪と定める修正案を庶民院でも通過する動議に賛成した。前述のSurveyor Generalの職を辞めると、1745年4月20日に海軍本部委員に就任、1747年2月まで務めた。1745年10月17日に国王ジョージ2世の演説に対する感謝決議を提起し、1746年6月4日に大蔵委員会委員に任命された。1748年1月、ニューカッスル公爵の推薦でプロイセン王フリードリヒ2世への特命公使に任命された。オスナブリュック司教領に関する交渉への介入で国王ジョージ2世に嫌われたが、ヘンリー・ペラムが擁護したこともあってジョージ2世の怒りは一時的に和らいだ。
1749年4月、サー・ジョージ・リトルトン準男爵が海軍財務長官の職を拒否したため、その代わりとして任命され、大蔵委員会委員の後任にはヘンリー・ヴェーン（後にダーリントン伯爵に叙される）が務めた。1754年4月6日、レッグは海軍財務長官を辞任して第1次ニューカッスル公爵内閣で財務大臣に就任したが、ジョージ2世に嫌われたままであり、レッグは亡き王太子フレデリック・ルイスの党派と秘密裏に提携した。1755年8月にはヘッセン＝カッセル方伯領への援助金の条約を拒否、11月には大ピットとともに議会で条約に反対した。その結果、20日に北部担当国務大臣のホルダーネス伯爵から罷免を告知された。1756年2月、後任の財務大臣サー・ジョージ・リトルトン準男爵が提出した予算を攻撃して名声を得て、ホレス・ウォルポールがヘンリー・シーモア・コンウェイへの手紙でビルソン＝レッグを称えた。第1次ニューカッスル公爵内閣が崩壊すると、後任のピット＝デヴォンシャー公爵内閣で再び財務大臣に任命されたが（1756年11月16日）、1757年4月に大ピットとともに罷免された。1757年7月2日の第2次ニューカッスル公爵内閣で三たび財務大臣に任命されたが、1758年に窓と家屋に課税して大ピットの不興を買ったため、翌年に大ピットへの追従として糖蜜税の案を一般的な品物税に変更せざるをえなかった。
1759年12月、オーフォード選挙区の議席を放棄して代わりにハンプシャー選挙区の代表として登院すると、ハンプシャー選挙区でシメオン・ステュアート候補を支持していたビュート伯爵に嫌われ、和解案として以降ビュート伯爵が指名した候補を支持する声明を出すことが提案されるもビルソン＝レッグは支持者たるホイッグ党を裏切れないとして拒否した。ビュート伯爵はさらにビルソン＝レッグに総選挙でサウサンプトンを諦めるよう要求したが、ビルソン＝レッグは拒否して王太子ジョージが指名した2人の候補を支持した。1761年3月、ビルソン＝レッグはヘッセン＝カッセル方伯領に多額の援助金を与える議案の提出を拒否して、財務大臣を罷免された。続く4月の1761年イギリス総選挙で再びハンプシャー選挙区で当選した後、1762年12月に暫定講和条約に反対、1763年3月には借款案に反対した。
1764年8月23日、タンブリッジ・ウェールズで病死、ヒントン・アンプナーで埋葬された。

## 家族
1750年8月29日、メアリー・ストール（第4代ストール男爵エドワード・ストールの娘、1780年7月29日没）と結婚した。メアリーは1760年5月30日付の特許状でサマートンのストール女男爵に叙された。2人は1男をもうけた。
- ヘンリー・ストール・ビルソン＝レッグ（英語版）（1757年 - 1820年8月25日） - ストール男爵位を継承したが、後継者となる男子のないまま死去した。娘のメアリー（1864年10月31日没）は1808年8月11日にジョン・ダットン（英語版）（後の第2代シェルボーン男爵）と結婚した[1]

1764年にビルソン＝レッグが死去すると、メアリーは1768年10月11日に初代ヒルズバラ伯爵ウィルズ・ヒルと再婚した。
また、1754年に父のいとこの財産を継承するとともにその姓ビルソンを名乗った。

## 評価
ロバート・ウォルポールはレッグの「頭の中にごみが少ない」（有能で鋭いという意味）と賞賛した。ホレス・ウォルポールは『ジョージ2世の治世の回想録』で「より利益の見込める前途のために友を捨てることをしぶることがない」と評した一方、庶民院の長になれるただ1人であるとも評価した。